# Border Zone
Border Zone (lett. "zona di confine"), anche sottotitolato A Game of Intrigue su schermo, è un videogioco d'avventura testuale pubblicato nel 1987 per Apple II, Commodore 64, Commodore 128, Macintosh e MS-DOS dalla Infocom.
È una storia di spionaggio ambientata in Europa orientale durante la Guerra Fredda. Il gioco si svolge in tempo reale, una novità nelle opere della Infocom e una caratteristica insolita per le avventure testuali in genere. Altre novità per il produttore erano il genere spionistico, la suddivisione in tre storie separate e un sistema di aiuti integrato nel gioco.
È l'unico classico della Infocom non uscito anche per Amiga, ma può comunque essere eseguito su quel sistema con un interprete Z-machine. Probabilmente anche la versione Atari ST, sebbene sia annoverata da diversi siti e giocabile, è eseguita con interprete a livello amatoriale, non essendoci evidenze di una sua pubblicazione ufficiale.

## Trama
Border Zone è ambientato nello stato immaginario di Frobnia, nel blocco sovietico, ed è suddiviso in tre parti con tre diversi protagonisti.
Nella prima parte (The Train) un uomo d'affari americano viaggia su un treno per Vienna che sta per lasciare la Frobnia e attraversare la cortina di ferro. Un agente connazionale ferito piomba nel suo scompartimento e gli dà un documento, chiedendogli di consegnarlo a un suo contatto alla stazione di confine di Ostnitz, per evitare l'assassinio di un alto diplomatico americano; poi si getta dal treno. L'uomo d'affari accetta il compito e deve cercare di non farsi scoprire dalle guardie e da un agente frobniano che perlustra il treno. Alla stazione tutti verranno fatti scendere per una perquisizione del treno e ci sarà occasione di consegnare il documento.
Nella seconda parte (The Border) il protagonista diventa l'agente segreto, nome in codice Topaz, che nel primo capitolo si è gettato dal treno. Ora deve raggiungere e attraversare a piedi il confine per fuggire dalla Frobnia. Inseguito da agenti e cani poliziotto, Topaz deve attraversare foreste, paludi e distese di neve, infreddolito e ferito al braccio. Gli sarà utile raggiungere una capanna, e una volta al confine dovrà trovare il modo di superare recinzioni e guardie con riflettori.
Nella terza parte (The Assassination) l'agente doppiogiochista Viper, un organizzatore dell'assassinio del diplomatico per conto del KGB, lavora in realtà per gli occidentali e deve impedire l'attentato, ma senza far saltare la propria copertura. Si aggira attorno alla piazza di Ostnitz, ben sorvegliata, e ha 15 minuti di tempo per scoprire dove si è posizionato il cecchino e neutralizzarlo senza destare sospetti. L'assassino lo lascerà anche entrare nella stanza, credendolo dalla sua parte, ma Viper non potrà attaccarlo direttamente; dovrà trovare il modo di farlo eliminare da qualcun altro.

## Modalità di gioco
Border Zone è costituito da tre capitoli che sono di fatto tre avventure indipendenti, anche se collegate nella trama; le azioni del giocatore in una non hanno influenza sulle altre. Le tre parti possono essere giocate in qualsiasi ordine, ma è preferibile seguire l'ordine prestabilito.
È uscito solamente in inglese ed è del tutto privo di grafica.
La linea di comando riconosce un vocabolario di circa 800 parole, e con certi verbi può identificare oggetti multipli. Si possono inserire più frasi nella stessa linea. Il comando oops consente di correggere un errore di battitura nell'ultimo comando dato, riscrivendo solo la parola sbagliata.
Un'area fissa in cima allo schermo mostra il nome del luogo in cui ci si trova attualmente e un orologio con l'orario nel mondo del gioco.
L'azione si svolge in tempo reale: il tempo passa anche mentre il giocatore legge, scrive o pensa al da farsi, e gli eventi possono scorrere di conseguenza. Il comando pause permette di mettere in pausa lo scorrimento del tempo fino alla pressione di un tasto. Si possono selezionare in ogni momento due velocità di scorrimento; di default la prima parte dell'avventura è lenta e le altre due veloci.
È disponibile un sistema di aiuto in linea, con il comando hint. Se richiesto, viene mostrato un elenco di intestazioni di consigli utili per risolvere il capitolo attuale dell'avventura. Se si seleziona un argomento dalla lista, verrà data una sequenza di suggerimenti per quel problema, in ordine crescente di utilità. 

## Materiali
Come in molti giochi della Infocom, le confezioni originali includono materiali a scopo descrittivo dell'ambientazione (anche detti feelie), ma possibilmente anche di aiuto pratico nel gioco. Con Border Zone sono inclusi:
- I Am Frobnia, un finto volantino e frasario per turisti dell'immaginaria lingua frobniana. Può servire in effetti per capire frasi frobniane durante il gioco, oltre a essere divertente[10]. Funge anche da protezione del programma dalla copia[3].
- Un biglietto da visita del negozio di antiquariato Riznik's. Ha sopra una piccola mappa di Ostnitz che può essere d'aiuto nella terza parte del gioco[7].
- Una bustina di fiammiferi frobniana, con fiammiferi in apparenza realistici, ma non funzionanti[10].
- Una mappa della zona vicino al confine della Frobnia. Può servire per la seconda parte[11].

## Sviluppo
Border Zone è stato scritto da Marc Blank, uno dei cofondatori della Infocom e coautori di Zork. Utilizza la versione 5 della Z-machine.
Blank era stato licenziato dalla Infocom un anno prima, ma ora la compagnia si era ridimensionata e gran parte del personale con cui era stato in disaccordo se n'era andato. Contattato per realizzare il gioco da esterno, Blank accettò.
Un'avventura di genere spionaggio/intrigo era da tempo nei desideri dei giocatori, e Blank ne aveva già parlato con il marketing dell'azienda qualche anno prima.
L'Infocom aveva già provato a realizzare un gioco di spionaggio, sviluppato da Stu Galley con il titolo provvisorio Checkpoint, ma il progetto era stato abbandonato. L'inizio della trama di Border Zone, con lo straniero innocente coinvolto sul treno, è simile a quello di Checkpoint, ma a parte questo Blank riprese ben poco dal precedente progetto.
Secondo Blank, con Border Zone si sperimentò molto: divisione in capitoli brevi, tempo reale e suggerimenti integrati.
Il suo intento con i capitoli era di permettere al giocatore di completare una parte alla volta e dare così un senso di raggiungimento, più difficile da ottenere in molti altri giochi della Infocom.
Il tempo reale era una funzione presente già dal 1984 negli studi di sviluppo della Infocom, ma ancora non era mai stata usata. Lo scopo della sua introduzione era dare un senso di suspense.
I suggerimenti integrati furono introdotti per evitare al giocatore di restare bloccato e frustrato; Blank ammise che alcuni giocatori potevano cedere alla tentazione di consultarli troppo presto e rovinarsi l'esperienza di gioco, ma sarebbe stata colpa loro e non degli sviluppatori.
Blank scrisse anche l'opuscolo in frobniano, volutamente in stile est europeo ridicolizzato, prima ancora di scrivere il gioco stesso.

## Accoglienza
Border Zone è stato in assoluto il gioco puramente testuale della Infocom di minor successo commerciale, con meno di 12 000 copie vendute. Ciò avvenne nonostante si fosse riusciti a pubblicare questo gioco piuttosto grosso anche per il Commodore 64, sistema dotato di limitata memoria rispetto agli altri, ma molto diffuso. Difficile misurare le cause dell'insuccesso, dato che molte cose stavano andando male alla Infocom in quel periodo. Di certo non fu d'aiuto il fatto che Border Zone uscì subito dopo Beyond Zork, altra avventura Infocom di più alto profilo e molto più pubblicizzata.
La stampa di settore europea e statunitense giudicò Border Zone quasi sempre molto bene, anche se non al livello dei capolavori della Infocom. Il soggetto era sempre apprezzato, ma le novità introdotte nel funzionamento ricevettero diverse critiche. Il gioco in tempo reale apparve ad alcune riviste come un sistema che non aggiunge nulla di utile. A volte sembrava che la suddivisione in tre capitoli semplificasse troppo l'avventura e il gioco nel complesso poteva apparire un po' troppo facile. Alcune riviste considerarono controproducente anche la nuova funzione di suggerimenti in linea.
In particolare, Zzap! 21 diede a Border Zone un giudizio complessivo dell'84%, ma ritenne il tutto un po' troppo facile.
Computer and Video Games 78 appezzò molto il vocabolario (voto 9/10) e l'atmosfera (8/10), ma non trovò valore aggiunto nel tempo reale: mette inutilmente fretta o costringe a mettere spesso in pausa, in un tipo di gioco che invece andrebbe ragionato con calma. La rivista ritiene che la divisione in tre episodi renda il totale inferiore alla somma delle parti, ossia inferiore a ciò che sarebbe stato un episodio unico delle stesse dimensioni complessive. Criticò anche i suggerimenti in linea perché rivelano troppo, già dalle loro intestazioni: anche senza leggere il suggerimento, l'intestazione può far individuare problemi che il giocatore non aveva ancora riconosciuto come tali.
ACE 5, sebbene molto positiva (voto 895/1000), la pensò allo stesso modo sul tempo reale. Trovò che la divisione in tre episodi è originale, ma toglie un po' all'atmosfera complessiva del gioco.
Commodore User 54 (voto 8/10), entusiasta della giocabilità ma poco degli enigmi, ebbe la stessa impressione di Computer and Video Games riguardo ai tre capitoli.
Computer Gaming World 43 fu un raro caso di giudizio non buono: ritenne Border Zone uno dei giochi più deboli della Infocom fino ad allora (gennaio 1988). Gli scenari apparivano troppo lineari e poco interconnessi (perfino il documento importante, che è l'obiettivo della prima parte, alla fine non ha nessun ruolo nelle parti successive). La rivista giudicò poi il tempo reale sostanzialmente inutile visto che basta mettere in pausa.
Compute! 96 apprezzò l'uso dei tre punti di vista e anche il tempo reale. Tovò l'avventura buona per novizi e per esperti.
Power Play 2 (voto 7,5/10) giudicò bella l'atmosfera, ma il gioco un po' corto e facile.
Aktueller Software Markt 1 fu entusiasta e nominò il gioco un hit.
Commodore Magazine 7 lo ritenne l'avventura testuale Infocom con il design più originale dopo Beyond Zork, e considerò il tempo reale un buon extra.